# Liste der Biografien/Kari
Liste der Biografien |
Portal Biografien |
Personensuche
# |
A |
B |
C |
D |
E |
F |
G |
H |
I |
J |
K |
L |
M |
N |
O |
P |
Q |
R |
S |
T |
U |
V |
W |
X |
Y |
Z |
?
 
Ka |
Kb |
Kc |
Kd |
Ke |
Kf |
Kg |
Kh |
Ki |
Kj |
Kl |
Km |
Kn |
Ko |
Kp |
Kr |
Ks |
Kt |
Ku |
Kv |
Kw |
Ky |
Kx |
Kz
 
Kaa–Kag |
Kah |
Kai |
Kaj |
Kak |
Kal |
Kam |
Kan |
Kao |
Kap |
Kar |
Kas |
Kat |
Kau |
Kav |
Kaw |
Kay |
Kaz
 
Kara |
Karb |
Karc |
Kard |
Kare |
Karf |
Karg |
Karh |
Kari |
Karj |
Kark |
Karl |
Karm |
Karn |
Karo |
Karp |
Karr |
Kars |
Kart |
Karu |
Karv |
Karw |
Kary |
Karz
Die Liste der Biografien führt alle Personen auf, die in der deutschsprachigen Wikipedia einen Artikel haben. Dieses ist eine Teilliste mit 164 Einträgen von Personen, deren Namen mit den Buchstaben „Kari“ beginnt.

## Kari
- Kári Arnarsson (* 2002), isländischer Eishockeyspieler
- Kári Árnason (* 1982), isländischer Fußballspieler
- Kári Kristján Kristjánsson (* 1984), isländischer Handballspieler
- Kari Valsson (* 1986), isländischer Eishockeyspieler
- Kari, Ariane (* 1987), deutsche Veterinärmedizinerin
- Kari, Ayman (* 2004), französischer Fußballspieler
- Kari, Emma (* 1983), finnische Politikerin des Grünen Bundes
- Kari, Hilda (* 1949), salomonische Politikerin und Ministerin
- Kari, Monia (* 1971), tunesische Diskuswerferin
- Kari, Niko (* 1999), finnischer Automobilrennfahrer
- Kari, Regina (1892–1970), finnische Schwimmerin
- Kari, Rina Ronja (* 1985), dänische Politikerin (Folkebevægelsen mod EU), MdEP
- Kari, Tamla (* 1988), britische Schauspielerin

### Karia
- Karia, Aneil (* 1984), britischer Filmproduzent und -regisseur

### Karib
- Karib bint Harun al-Raschid, Prinzessin der Abbasiden-Dynastie
- Käribajewa, Säule (* 1987), kasachische Fußballspielerin
- Karibik, Serdar (* 1991), deutscher Comedian, Schauspieler, Moderator und Podcaster
- Karib'il Bayyin I., Herrscher von Saba
- Karib'il I., Herrscher von Saba
- Karib'il IV., Herrscher von Saba
- Karib'il V., Herrscher von Saba
- Karib’il Watar I., Herrscher von Saba
- Käribschanow, Schänibek (* 1948), kasachischer Politiker
- Karibu, nabatäischer Steinmetz
- Kaributas († 1404), Sohn von Algirdas

### Karic
- Karić, Amir (* 1973), slowenischer Fußballspieler
- Karić, Armin (* 2004), bosnischer Fußballspieler
- Karić, Benjamina (* 1991), bosnische Politikerin
- Karić, Bogoljub (* 1954), jugoslawisch-serbischer Politiker und Unternehmer
- Karic, Emina (* 1991), deutsche Basketballspielerin
- Karic, Emir (* 1997), österreichischer FußballspielerEmir Karic (* 1997)

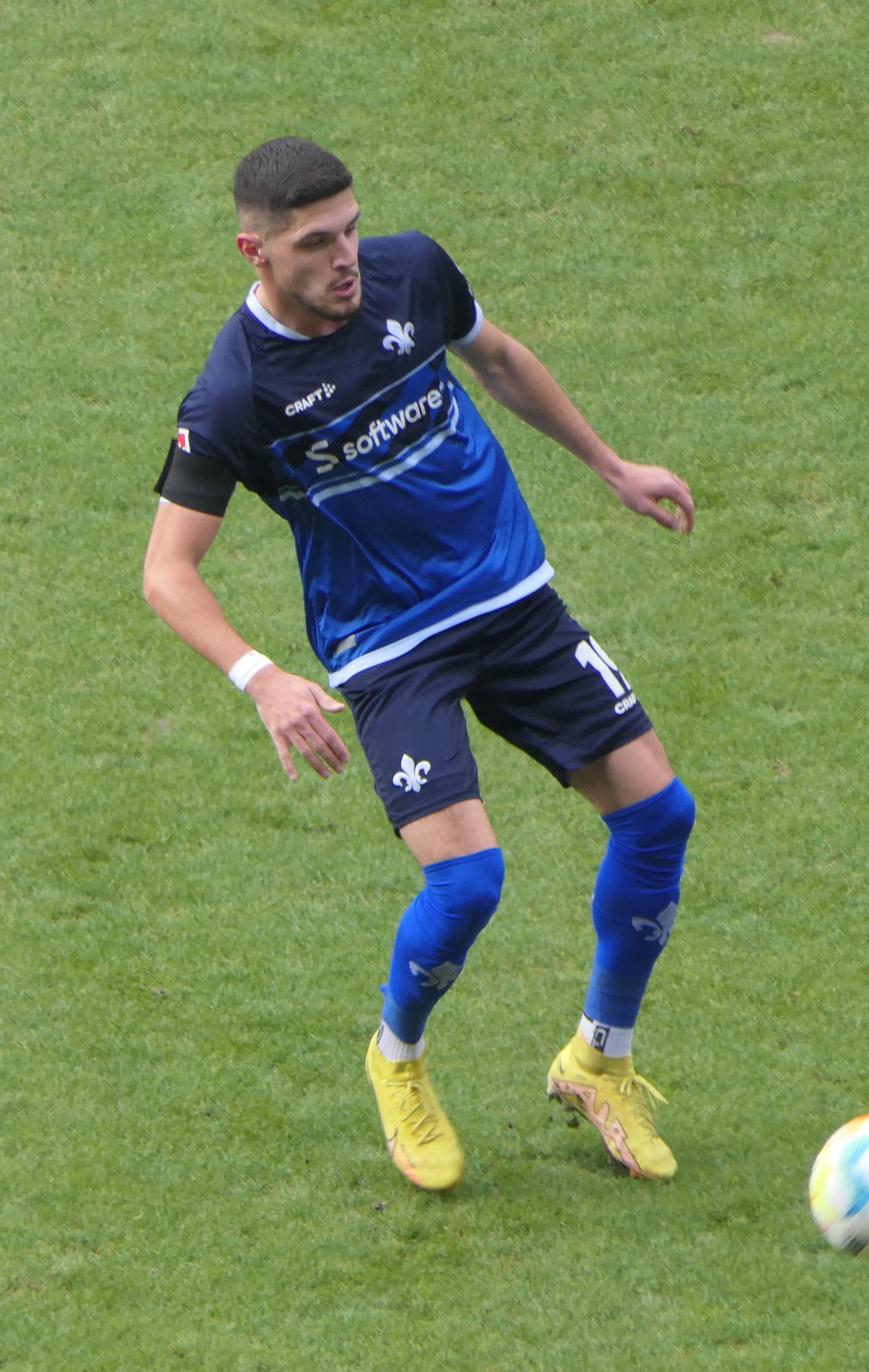
Emir Karic (* 1997)

- Karić, Enes (* 1958), bosnischer Islamwissenschaftler
- Karich, Annie (* 2003), US-amerikanische Fußballspielerin
- Karich, Celine (* 1999), deutsche Fußballspielerin
- Karich, Oskar (1895–1959), Böttchermeister, Unternehmer und Heimatschriftsteller im sächsischen Muldental bei Grimma

### Karid
- Karidio, Mahamadou (* 1953), nigrischer Politiker

### Karie
- Kariegus, Klaus (* 1962), deutscher Eishockeyspieler
- Karies, Nikolaus, Baumeister

### Karig
- Karig, Friedemann (* 1982), deutscher Autor und ModeratorFriedemann Karig (* 1982)

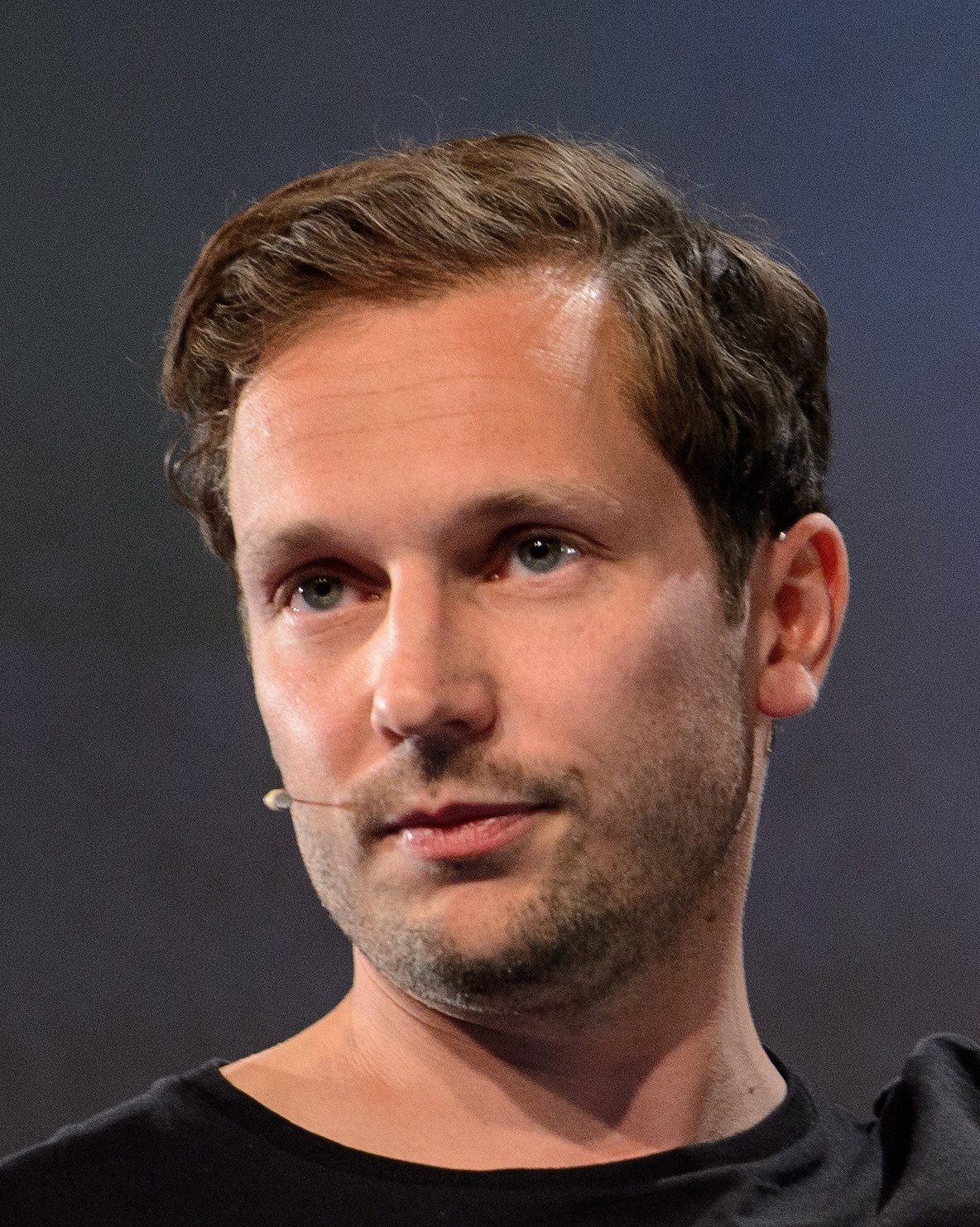
Friedemann Karig (* 1982)

- Karig, Walter (1898–1956), US-amerikanischer Schriftsteller und Offizier der US-Navy
- Karigaila († 1390), Sohn von Algirdas, Fürst von Mszislau
- Kariger, Jean-Jacques (1925–2018), luxemburgischer Schriftsteller, Lyriker und Botaniker

### Karij
- Karijotas, Herzog von Nawahrudak und Waukawysk

### Karik
- Karik, Kaspar (* 1990), estnischer Eishockeyspieler
- Karikala, Chola-Könige des tamilischen Sangamzeitalters in Südindien
- Karikari, Jeremy (* 1987), deutscher Fußballspieler
- Karikari, Kofi († 1884), Asantehene (Herrscher) des Königreichs Aschanti
- Karikari, Kwame (* 1992), ghanaischer Fußballspieler
- Karikari, Ohene (* 1954), ghanaischer Sprinter
- Karikas, Alexandru (1931–2007), rumänischer Fußballspieler
- Karikkassery, Joseph (* 1946), indischer römisch-katholischer Geistlicher, Bischof von Kottapuram
- Karikó, Katalin (* 1955), ungarische Biochemikerin

### Karil
- Karila, Tuomo (* 1968), finnischer Ringer

### Karim
- Karim, Abdul (1863–1909), indischer Diener der Königin Victoria
- Karim, Abdul Waheed (* 1927), afghanischer Diplomat
- Karim, Ahmed A. (* 1974), deutscher Psychotherapeut, Neuro- und Gesundheitspsychologe
- Karim, Alexander (* 1976), schwedischer Filmschauspieler
- Karim, Arfa (1995–2012), pakistanische Schülerin
- Karim, Faisal (* 1981), pakistanischer Boxer
- Karim, Imad (* 1958), libanesisch-deutscher Regisseur, Drehbuchautor und Fernsehjournalist
- Karim, Jaafar Abdul (* 1981), deutscher Journalist und TV-Moderator
- Karim, Jawed (* 1979), deutsch-amerikanischer Internet-Unternehmer und InformatikerJawed Karim (* 1979)

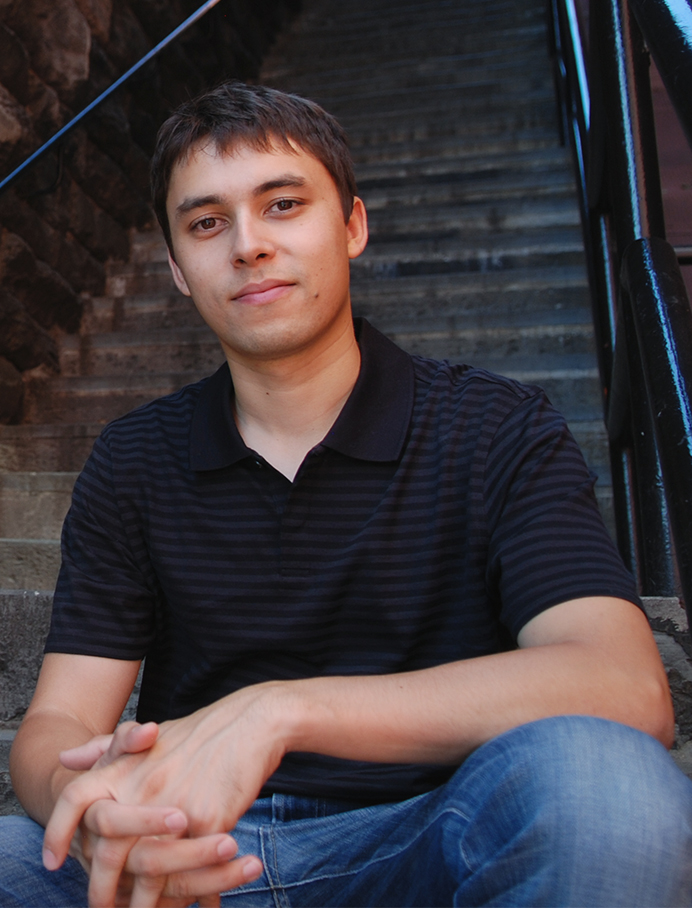
Jawed Karim (* 1979)

- Karim, Mahdi (* 1983), irakischer Fußballspieler
- Karim, Mahmoud (1916–1999), ägyptischer Squashspieler und Trainer
- Karim, Muhammad (* 1995), pakistanischer Skirennläufer
- Karim, Najib (* 1973), deutscher Politiker (FDP, Neue Liberale) und Biochemiker
- Karim, Najmaldin (1949–2020), kurdischer Politiker im Irak
- Karim, Quarraisha Abdool (* 1960), südafrikanische Epidemiologin und Hochschullehrerin
- Karim, Sajjad (* 1970), britischer Politiker (Conservative Party), MdEP
- Karimala, nubische Königin
- Karimani, Dardan (* 1998), albanischer Fußballspieler
- Karimberdi uulu, Muchammed (* 1999), kirgisischer Snookerspieler
- Karimé, Andrea (* 1963), deutsche Schriftstellerin
- Karimi, Ahmad Milad (* 1979), afghanisch-deutscher Philosoph, Islamwissenschaftler, Verleger, Übersetzer und Dichter
- Karimi, Ali (* 1978), iranischer Fußballspieler und -trainerAli Karimi (* 1978)

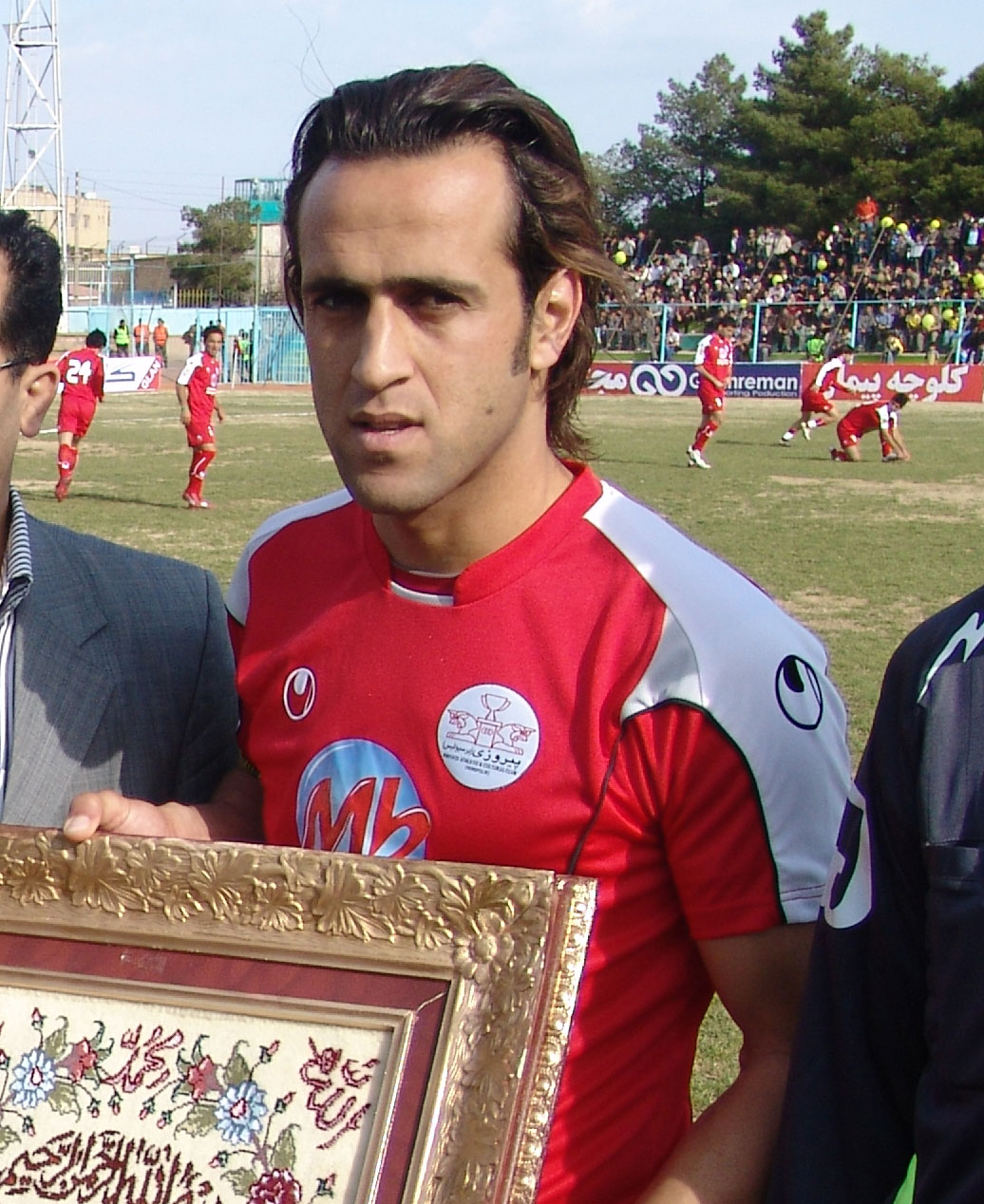
Ali Karimi (* 1978)

- Karimi, Ali (* 1994), iranischer Fußballspieler
- Karimi, Davud (* 1984), aserbaidschanischer Fußballspieler
- Karimi, Farah (* 1960), niederländische Politikerin
- Karimi, Fariba (* 1981), iranische Physikerin und Hochschullehrerin in Österreich
- Karimi, Hamidullah (* 1992), afghanischer Fußballspieler
- Karimi, Jamshid (* 1947), iranischer Künstler
- Karimi, Niki (* 1971), iranische Schauspielerin und Regisseurin
- Karimi, Obaidulla (* 1979), afghanischer Fußballspieler
- Karimi, Rahman (1937–2022), iranischer Dichter, Essayist und Herausgeber
- Karimi, Sara, iranische Stabhochspringerin
- Karimi-Rad, Dschamal (1956–2006), iranischer Politiker
- Karimimachiani, Alireza Mohammad (* 1994), iranischer Ringer
- Karimloo, Ramin (* 1978), kanadischer Musicaldarsteller
- Karimojonova, Yasmina (* 2001), usbekische Tennisspielerin
- Karimou, Hassan (* 1959), nigrischer Marathonläufer
- Kərimov, Aslan (* 1973), aserbaidschanischer Fußballspieler
- Kərimov, İnam (* 1977), aserbaidschanischer Politiker
- Karimov, Islom (1938–2016), usbekischer Politiker, Staatspräsident von Usbekistan (1991–2016)Islom Karimov (1938–2016)

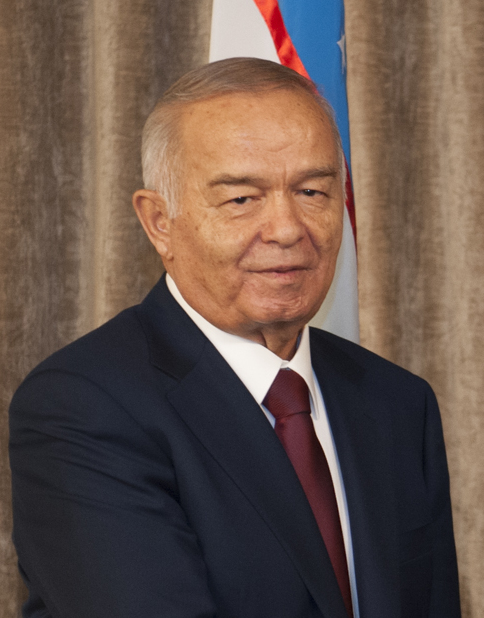
Islom Karimov (1938–2016)

- Karimov, Joʻrabek (* 1998), usbekischer Tennisspieler
- Kərimov, Məcid (* 1958), aserbaidschanischer Politiker und Wissenschaftler
- Karimov, Ruslan (* 1986), usbekischer Radrennfahrer
- Karimova, Gulnora (* 1972), usbekische Politikerin, Tochter des Staatspräsidenten Usbekistans
- Karimova, Lola (* 1978), usbekische Diplomatin und Unternehmerin
- Karimova, Roziya (1916–2011), usbekisch-sowjetische Balletttänzerin, Sängerin, Schauspielerin und Choreografin
- Karimova, Tatyana (* 1948), usbekische Wirtschaftswissenschaftlerin und First Lady
- Karimow, Dschamsched (* 1940), tadschikischer Politiker und Premierminister
- Karimow, Ergasch (1934–2009), sowjetisch-usbekischer Komiker, Autor von Comic-Filmen und Schauspieler
- Karimow, Karim (1917–2003), sowjetisch-aserbaidschanischer Ingenieurwissenschaftler, sowjetischer Generalleutnant, und Raumfahrtfunktionär
- Karimow, Sergej (1986–2019), deutsch-kasachischer FußballspielerSergej Karimow (1986–2019)

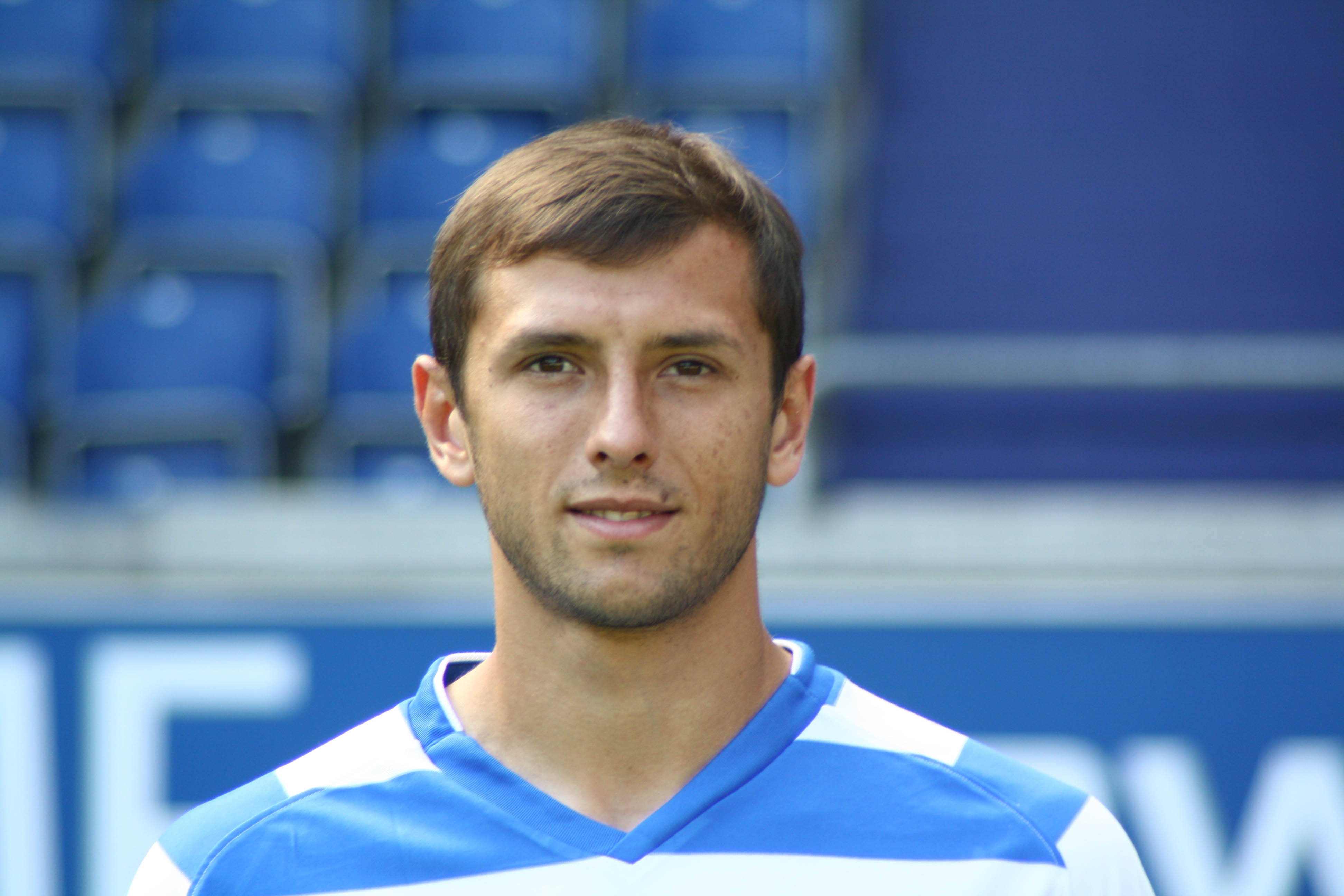
Sergej Karimow (1986–2019)

- Karimowa, Julija Sakirowna (* 1994), russische Sportschützin
- Karimowa, Natalja Walerjewna (* 1974), russische Bahnradsportlerin
- Karimowa, Saima Safijewna (1926–2013), sowjetisch-russische Geologin
- Karimowa, Samara (* 1991), kirgisische Popsängerin
- Karimyan, Amena (* 1996), afghanische Bauingenieurin und Astronomin

### Karin
- Karin, Alexander (1925–2022), deutscher Offizier, zuletzt Generalmajor
- Karin, Edith (1888–1966), deutsche Schauspielerin, Operettensängerin und Hörspielsprecherin
- Karin, Filip (* 1997), Schweizer Tischtennisspieler
- Karin, Halina (1917–2016), polnisch-jüdische Kämpferin im Widerstand gegen den Nationalsozialismus
- Karin, Michael (* 1951), israelisch-US-amerikanischer Molekularbiologe
- Karina (* 1945), spanische Schlagersängerin
- Karina, Anna (1940–2019), dänisch-französische Schauspielerin, Sängerin und SchriftstellerinAnna Karina (1940–2019)

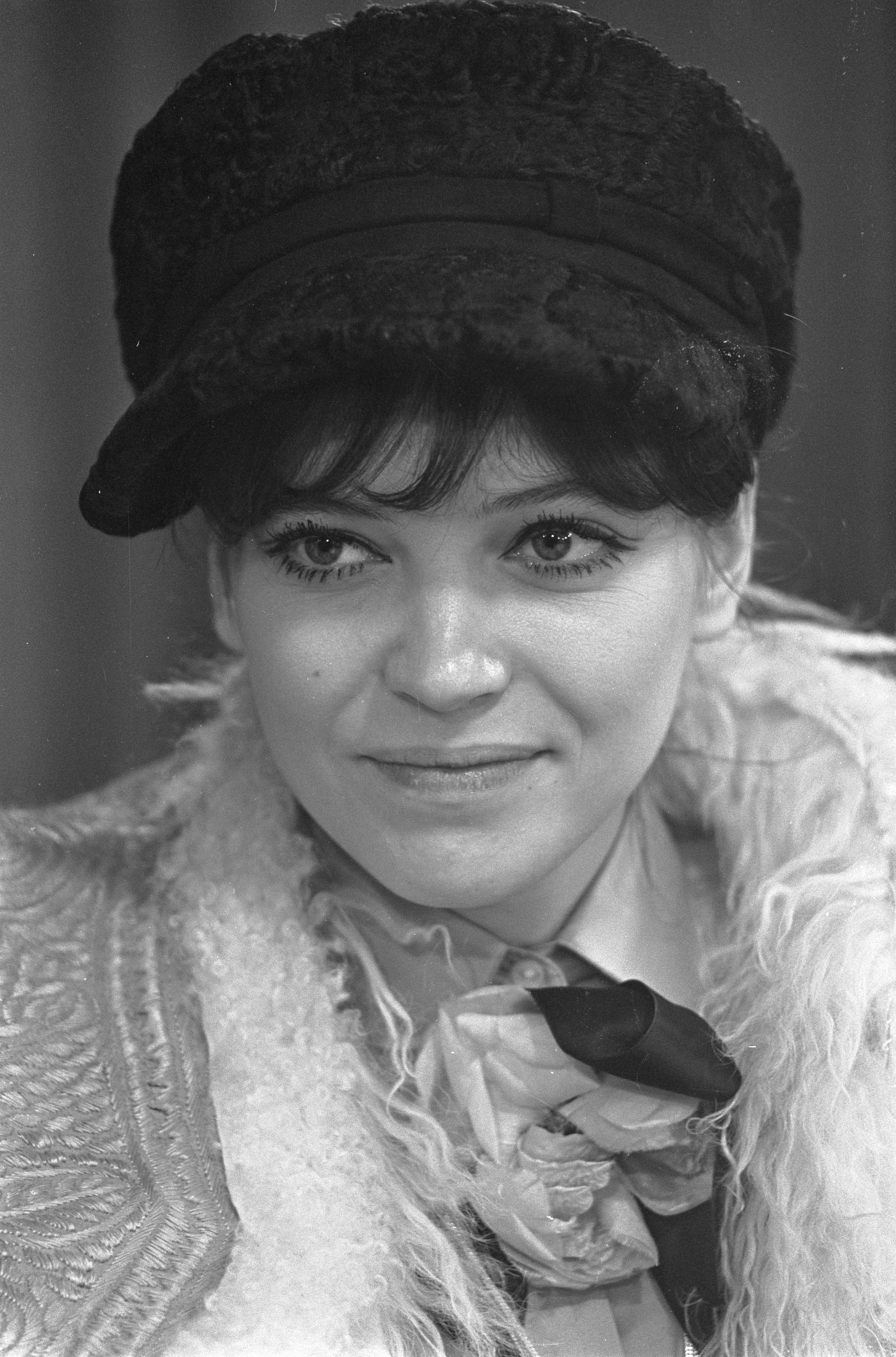
Anna Karina (1940–2019)

- Karina, Nose (* 1984), japanische Schauspielerin und Model
- Karinauskaitė, Greta (* 2001), litauische Langstrecken- und Hindernisläuferin
- Karıncaezmez Şevki (1919–2000), türkischer Fußballfan
- Karindi, Alfred (1901–1969), estnischer Komponist
- Kåring, Kari (* 1948), norwegische Eisschnellläuferin
- Karinger, Anton (1829–1870), österreichischer Offizier und Landschaftsmaler
- Karinger, Johann Adam († 1742), Steinmetz und Steinbildhauer
- Kariņš, Krišjānis (* 1964), lettischer Politiker, Mitglied der Saeima, MdEP
- Karinska, Barbara (1886–1983), sowjetisch-ukrainisch-US-amerikanische Kostümbildnerin
- Karinski, Michail Iwanowitsch (1840–1917), russischer Logiker und Philosoph
- Karinthy, Ferenc (1921–1992), ungarischer Schriftsteller
- Karinthy, Frigyes (1887–1938), ungarischer Schriftsteller
- Karinzew, Innokenti Alexandrowitsch (* 1949), russischer Biathlontrainer

### Kario
- Kariofyllis, Ioannis (* 2002), griechischer Sprinter
- Kariokka, Tahiyya († 1999), ägyptische Bauchtänzerin und Schauspielerin
- Kariolou, Roman (* 1983), österreichischer Filmkomponist

### Karip
- Karipidis, Savas (* 1979), griechischer Handballspieler
- Käripow, Däuren (* 1969), kasachischer Diplomat

### Karir
- Kariri, Saud (* 1980), saudi-arabischer Fußballspieler

### Karis
- Karis, Alar (* 1958), estnischer Wissenschaftler und PolitikerAlar Karis (* 1958)

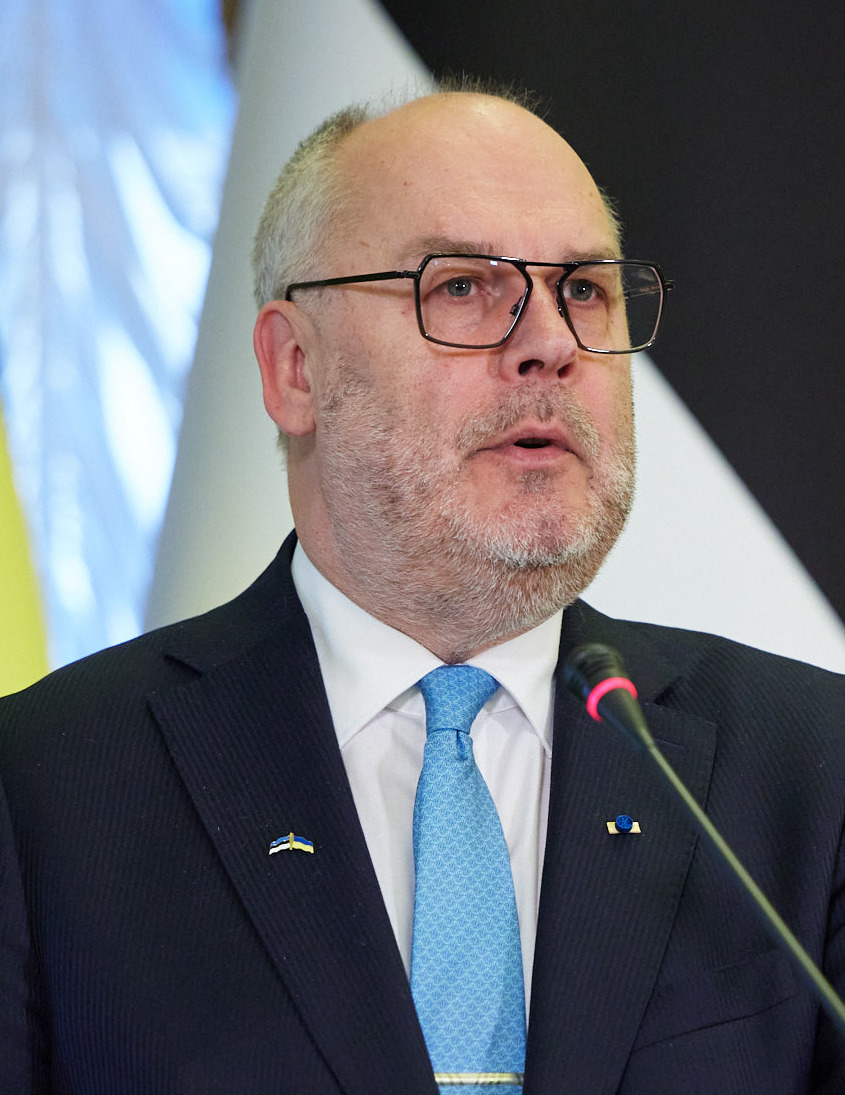
Alar Karis (* 1958)

- Karis, Sirje (* 1956), estnische Historikerin und Museologin
- Karisch, Alois (1901–1986), österreichischer Politiker (Landbundes, CW, ÖVP), Landtagsabgeordneter
- Karisch, Eva (1940–2021), österreichische Politikerin (ÖVP), Landtagsabgeordnete
- Karisik, Eldin (* 1983), schwedischer Fußballspieler
- Karišik, Irma (* 1989), bosnisch-herzegowinische Naturbahnrodlerin
- Karışık, Kenan (* 1987), türkischer Fußballspieler
- Karišik-Košarac, Tanja (* 1991), bosnisch-herzegowinische Biathletin und Skilangläuferin
- Karisma, Kush (* 1987), Schweizer Rapper

### Karit
- Karith, Martin († 1521), Bischof von Cammin
- Karithaios, griechischer Töpfer
- Karithaios-Maler, attisch-schwarzfiguriger Vasenmaler

### Kariu
- Kariuki Njiru, Paul (* 1963), kenianischer römisch-katholischer Geistlicher, Bischof von Wote
- Kariuki, David (* 1976), kenianischer Marathonläufer
- Kariuki, Isaac (* 1973), kenianischer Langstreckenläufer
- Kariuki, John (* 1986), kenianischer Langstreckenläufer
- Kariuki, Josiah Mwangi (1929–1975), kenianischer Politiker
- Kariuki, Julius (* 1961), kenianischer Leichtathlet und Olympiasieger
- Kariuki, Simon Njoroge (* 1980), kenianischer Marathonläufer
- Karius, Friedrich (1910–1973), deutscher Politiker (SPD), MdB
- Karius, Hans-Jürgen (* 1947), deutscher Künstler
- Karius, Loris (* 1993), deutscher FußballtorhüterLoris Karius (* 1993)

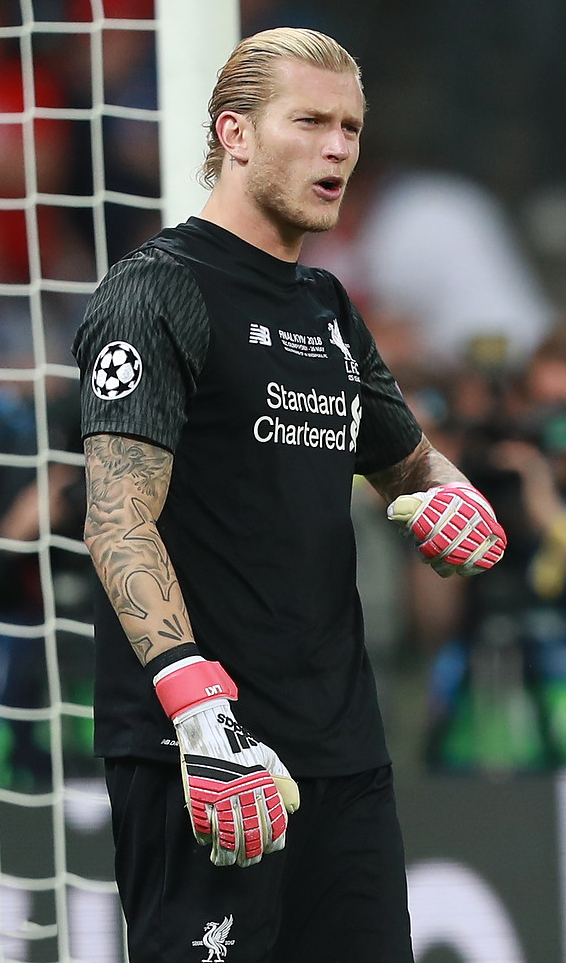
Loris Karius (* 1993)

- Karius, Wolfgang (* 1943), deutscher Kirchenmusiker

### Kariy
- Kariya, Martin (* 1981), kanadischer Eishockeyspieler
- Kariya, Paul (* 1974), kanadischer Eishockeyspieler
- Kariya, Steve (* 1977), kanadischer Eishockeyspieler
- Kariyil, Antony (* 1950), indischer Ordensgeistlicher, syro-malabarischer Erzbischof und Vikar der Großerzbischofs von Ernakulam-Angamaly
- Kariyil, Joseph (* 1949), indischer Geistlicher, emeritierter römisch-katholischer Bischof von Cochin

### Kariz
- Karizi, Faiz (* 1953), afghanischer Sänger